# Liste von Freeform-Sendungen
Diese Liste von Freeform-Sendungen enthält eine Auswahl aller Sendungen und Serien, die bei Freeform (früher ABC Family) in Erstausstrahlung ausgestrahlt werden bzw. wurden.

## Derzeitige Sendungen

### Dramaserien
- seit 2019: Good Trouble
- seit 2021: Cruel Summer
- seit 2023: The Nanny’s Secrets

### Comedyserien
- seit 2018: Grown-ish
- seit 2022: Single Drunk Female

## Ehemalige Sendungen

### Dramaserien
- 2005–2006: Beautiful People
- 2005–2008: Wildfire
- 2006–2007: Falcon Beach
- 2006–2009: Kyle XY
- 2007–2011: Greek
- 2007–2009: Lincoln Heights
- 2008: The Middleman
- 2008–2013: The Secret Life of the American Teenager
- 2009–2012: Make It or Break It
- 2010: Huge
- 2010–2017: Pretty Little Liars
- 2011: The Nine Lives of Chloe King
- 2011–2013: The Lying Game
- 2011–2017: Switched at Birth
- 2012–2013: New in Paradise (Bunheads)
- 2012: Jane by Design
- 2013: Ravenswood
- 2013–2018: The Fosters
- 2013–2014: Twisted
- 2014–2015: Chasing Life
- 2015–2017: Stitchers
- 2016–2019: Shadowhunters
- 2016: Dead of Summer
- 2016: Guilt
- 2017–2021: The Bold Type – Der Weg nach oben (The Bold Type)
- 2018–2020: Mysterious Mermaids (Siren)
- 2018–2019: Marvel’s Cloak & Dagger
- 2019: Pretty Little Liars: The Perfectionists
- 2020: Liebe in Zeiten von Corona (Love in the Time of Corona)
- 2020–2022: Motherland: Fort Salem

### Comedyserien
- 2006: Three Moons over Milford
- 2009–2010: 10 Dinge, die ich an dir hasse (10 Things I Hate About You)
- 2009: Roommates
- 2009: Ruby & The Rockits
- 2010–2015: Melissa & Joey
- 2011: State of Georgia
- 2014: Mystery Girls
- 2015: Kevin from Work
- 2012–2017: Baby Daddy
- 2014–2018 Young & Hungry
- 2020–2021: Everything‘s Gonna Be Okay
- 2022: Everything’s Trash

### Dokumentarserie
- 2022: The Come Up
- 2022: The Deep End
- 2022: Keep This Between Us

### Realityshows
- 2003–2004: Knock First
- 2005: Las Vegas Garden of Love
- 2005–2007: Brat Camp
- 2012: Beverly Hills Nannies

### Zeichentrickserien
- 2007: Slacker Cats